# Baud (távközlés)
A baud (ejtsd: bód) a telekommunikációban és az elektronika területén a „jelarány” mértéke, amely megmutatja, hogy egy adott átviteli media esetén hány modulált jelet továbbítottak 1 másodperc alatt. A névadó a francia Émile Baudot, a távírótechnikában használt Baudot-kód kidolgozója volt.
Például: 250 baud azt jelenti, hogy 250 jelet továbbítottak 1 másodperc alatt. Ha minden jel 4 bit információt hordozott, akkor egy másodperc alatt 1000 bitet vittek át. Ezt röviden 1000 bit/s-mal jelölhetjük.

## Az adatátviteli sebesség és a baudráta viszonya
A baudráta nem keverendő össze az adatrátával (szintén „bit per szekundum”). 
Minden átviteli jel, jelzésváltozás az átvitel folyamán egy vagy több bit (például, a 256-QAM moduláció esetében 8 bitet) továbbítást jelenti. Amikor az átvitel folyamán a jel, jelzésváltozás 1 bit információt visz át, akkor a baudráta és az adat ráta megegyezik. Viszont, egy adott sávszélesség jobban kihasználható egy adattömörítő eljárással, mert ekkor több bit vihető át egy „esemény” hatására. Így csökkenthető az egy adott információ mennyiség átviteli ideje.
Ezért a 2400 bit/s átviteli sebességű modem 600 baudos, mivel a kvadratúra amplitúdómoduláció esetén 4 bit hatására történik egy modulációs állapotváltozás. (Ez az információ különösen fontos jelentőségűvé válik akkor, amikor az átviteli sebesség „látszólag” meghaladja a kommunikációs csatorna maximális fizikai kapacitását. Erre példa a 2400 bit/sec átviteli sebességű telefonvonali modem, ahol a telefonvonal – Shannon csatornakódolási tétele alapján számított – elméleti jelátviteli maximuma kb. 2000 baud, tehát „2400 baudos” telefonvonali modem nem létezik, ehelyett a magasabb adatátviteli sebességet a kódolás/moduláció biztosította. Ezen túl a kódolásnak kell arról is gondoskodnia, hogy az átviteli csatorna zaját, hibáit észlelje, kompenzálja, javítsa.)

### Bemutató példák
A következő példa jobban megvilágítja a baudráta (vagy jelarány) és az adatráta (vagy bitráta) közötti különbséget. Tegyük fel, hogy az átvitelre egy embert és egy jelzőzászlót használunk. Az ember a karját a zászlóval  másodpercenként csak egyszer mozdíthatja meg, ezért a jelarány, a jelzési ráta (vagy baudráta) 1 per szekundum. Tegyük most fel, hogy a zászló nyolc különböző helyzetet vehet fel: egyenesen felfelé, 45 fokban balra, 90 fokban balra, 135 fokban balra, lefelé (alapállás, ekkor nincsen jelküldés), 135 fokban jobbra, 90 fokban jobbra, 45 fokban jobbra. Ez azt jelenti, hogy egy zászlóállással 3 bit bináris digitális információt tud a 8 állapottal a jelzőrendszer továbbítani, így az adat rátája 3 bit per szekundum.
A modemek hasonlóképpen működnek – egy 2400 bit/s-os modem általában másodpercenként 600-as baudrátával tud működni –, viszont minden jel 4 bit információt hordoz, így lehetséges, hogy a berendezés adat rátája 2400 bit/s.